# Giovanni Battista Caporali
Pour les articles homonymes, voir Caporali.
Giovanni Battista Caporali appelé aussi Bitte (né vers 1476 à Pérouse (Ombrie), mort vers 1560), est un architecte et un peintre italien de la Renaissance qui a été actif au XVIe siècle.

## Biographie
Giovanni Battista Caporali, fils de Bartolommeo Caporali, a été surnommé Bitte, (un diminutif de son prénom) par Giorgio Vasari.
Élève du Pérugin, il était aussi un architecte et a construit un palais près de Cortone pour le Cardinal Silvio Passerini. Assisté par Tommaso Barnabei (Maso Papacello), il a également décoré à fresque ce palais.
Bon nombre des églises de Pérouse et de ses environs possèdent des œuvres de Caporali.
Il a exécuté de nombreux travaux à Cortone et dans la cathédrale de Panicale.

## Œuvres
- Madonna col Bambino.
- Fresques représentant la vie de saint Antoine, église Saint Antoine, Deruta.
- l'Incoronazione di Maria, sanctuaire de Maria Santissima dei Miracoli, Castel Rigone.

## Source
- (en) Cet article est partiellement ou en totalité issu de l’article de Wikipédia en anglais intitulé « Giovanni Battista Caporali » (voir la liste des auteurs).